# Thunderdome
Thunderdome è un famoso concept della musica hardcore techno e gabber ed è largamente usato per una crescente serie di feste e album musicali.

## Storia
Il Thunderdome concept è iniziato con un evento tenutosi il 20 giugno 1992 chiamato Thunderdome: The Final Exam. Questo party fu il primo che cercò di portare la musica hardcore e gabber ad un largo pubblico. 
Il concept iniziò con la compagnia ID&T, la quale seguiva anche altri eventi musicali come il Mysteryland, Sensation White e Black. Nel 1993 la ID&T iniziò a produrre una serie di compilation di musica gabber del Thunderdome, a vendere vario merchandise come t-shirts, bomber, cappelli ed anche un energy drink chiamato Thundertaste. 
Il Thunderdome concept fu considerato molto importante per la popolarizzazione e la diffusione della musica gabber, considerato come il più grande e popolare concept per gran parte degli anni novanta; 
Ad oggi esistono altri eventi simili come, ad esempio, quello organizzato dal Masters of Hardcore.
Nel 1999 la ID&T prese una pausa dal Thunderdome concept e smise di organizzare eventi e produrre CD fino al 2001. 
Dalla loro ripresa l'evento avviene annualmente e nel 2002 venne festeggiato, con un party speciale, il decimo anniversario del Thunderdome. In quella occasione venne registrato anche un CD live ed un DVD, entrambi intitolati: Thunderdome a Decade. Nel 2007 viene rilasciato il set di 3 CD XV: 15 Years Of Thunderdome, per celebrare il quindicesimo anniversario del Thunderdome.
L'edizione del 2012 viene pubblicizzata come la fine del Thunderdome e avrà luogo il 15 dicembre.  Viene inoltre rilasciata una compilation celebrativa. Un comunicato stampa relativo a quest'album annuncia: "È tempo di chiudere il cerchio. È tempo di lasciar divenire il Thunderdome ciò che è sempre stato: una leggenda".
Il 3 novembre 2015, la ID&T annuncia che nonostante il concept Thunderdome sia stato ritirato, a seguito a una forte richiesta avrebbero introdotto un evento similare chiamato "Thunderdome Die Hard Day". L'evento ha avuto luogo il 5 dicembre 2015. Il 3 ottobre 2016, 24º anniversario della prima edizione del Thunderdome, ID&T annuncia che una seconda edizione di Die Hard Day, avrà luogo il 3 dicembre 2016 al Warehouse Elementenstraat di Amsterdam.
Il 16 luglio 2016, durante il Dominator Festival, un aereo con un cartello con la dicitura "25 Years of Thunderdome - See You in 2017" venne visto sorvolare l'area del festival. La pagina Facebook ufficiale del Thunderdome pubblicò poi un post che recitava "See you in 2017", a conferma dei rumors riguardo ad una 25ª edizione del Thunderdome. A seguito dell'evento Die Hard Day II, la ID&T annunciò che l'anno seguente non ci sarebbe stata una terza edizione, per lasciar spazio ai preparativi della 25ª edizione del Thunderdome. La terza edizione di Die Hard Day, ebbe luogo il 27 ottobre 2018, di nuovo al Warehouse Elementenstraat.
Il 17 febbraio 2017, la ID&T rilasciò il trailer della 25ª edizione del Thunderdome, che si verificò il 28 ottobre 2017 allo Jaarbeurs di Utrecht.
il 24 luglio 2018, un aereo sorvolò di nuovo il Dominator Festival, questa volta con un cartello che citava "Thunderdome - See you in 2019". A questo seguì il 30 gennaio 2019 la pubblicazione del trailer dell'evento sul canale YouTube del Thunderdome , affermando che l'edizione del 2019 avrebbe avuto luogo allo Jaarbeurs di Utrecht il 26 ottobre 2019. 
Il 14 ottobre 2019, durante i preparativi della 25ª edizione, Thunderdome rilasciò sul proprio canale YouTube il trailer riguardo al documentario intitolato Thunderdome Never Dies - The Full Story. Un documentario di 82 minuti, prodotto in collaborazione con la Deep Thought Productions e 2CFIlm, che racconta la storia e l'impatto culturale del Thunderdome, incluse le sue origini. Il documentario è stato rilasciato nei cinema olandesi il 14 novembre 2019.

## Eventi

### Nei Paesi Bassi
- Thunderdome: The Final Exam 20 giugno 1992
- Thunderdome I - Thialf in Heerenveen - 3 ottobre 1992
- Thunderdome II - Frieslandhallen in Leeuwarden - 13 febbraio 1993
- Thunderdome III - Statenhal in Den Haag - 13 marzo 1993
- Thunderdome IV - Thialf in Heerenveen - 3 aprile 1993
- Thunderdome V - 'The Final Thunderdome' Martinihal in Groningen - 8 maggio 1993
- Thunderdome - Martinihal in Groningen - 9 ottobre 1993
- Thunderdome - Jaarbeurs in Utrecht - 27 novembre 1993
- Thunderdome meets Multigroove - Amsterdam - 25 aprile 1995
- Thunderdome vs. Hellraiser - Amsterdam - 26 agosto 1995
- Thunderdome - '96 'Dance Or Die!' Fec Expo in Leeuwarden - 20 aprile 1996
- Thunderdome @ Mysterland - Jaarbeurs in Utrecht - 22 febbraio 1997
- Thunderdome @ Mysteryland- Bussloo - 4 luglio 1997
- Thunderdome - Fec Expo Leeuwarden - 28 novembre 1998
- Thunderdome - Thialf Heerenveen - 2 ottobre 1999
- Thunderdome - Heineken Music Hall Amsterdam - 25 agosto 2001
- Thunderdome - Amsterdam RAI Exhibition and Convention Centre - 12 ottobre 2002 [Thunderdome a Decade]
- Thunderdome - Jaarbeurs Utrecht - 25 ottobre 2003
- Thunderdome - Jaarbeurs Utrecht - 4 dicembre 2004
- Thunderdome - Jaarbeurs Utrecht - 3 dicembre 2005
- Thunderdome - Jaarbeurs Utrecht - 2 dicembre 2006
- Thunderdome - RAI amsterdam - 15 dicembre 2007 [Thunderdome XV]
- Thunderdome - Pay back time - Heineken Music Hall Amsterdam - 24 maggio 2008
- Thunderdome - Jaarbeurs Utrecht - 20 dicembre 2008
- Thunderdome - Fight Night - Heineken Music Hall Amsterdam - 23 maggio 2009
- Thunderdome - Breaking Barriers -  Jaarbeurs Utrecht - 18 dicembre 2010
- Thunderdome - Toxic Hotel - Jaarbeurs Utrecht - 17 dicembre 2011
- Thunderdome XX - The Final Exam - Amsterdam Rai - 15 dicembre 2012
- Thunderdome @ Mysteryland - Floriade - Haarlemmermeer - 26/27 agosto 2017
- Thunderdome 25 - Jaarbeurs Utrecht - 28 ottobre 2017
- Thunderdome - 'An ode to Gabber' - 26 ottobre 2019

### Altri paesi
- Thunderdome @ Planet Hardcore (club), Dendermonde, Belgio - 3 aprile 1994[1]
- Thunderdome - Sporthalle, Colonia, Germania - 11 luglio 1994
- Thunderdome @ Extreme (club), Affligem, Belgio - 16 dicembre 1994[2]
- Thunderdome - Revierpark, Oberhausen, Germania - 13 maggio 1995
- Thunderdome - Midland Railway Worksops, Perth Australia - 1º ottobre 1995
- Thunderdome @ Club X, Wuustwezel, Belgio - 13 settembre 1996[3]
- Thunderdome'96 Part 2 - Sportpaleis, Anversa, Belgio - 16 novembre 1996
- Thunderdome'97 - Sportpaleis, Anversa, Belgio - 29 marzo 1997
- Thunderdome in Italy - Number One (club), Cortefranca, Italia - 7 settembre 1997.
- Global Hardcore Nation - Sportpaleis, Anversa, Belgio - 18 ottobre 1997
- Thunderdome (Global Hardcore Nation) @ Cherry Moon (club), Lokeren, Belgio, 31 ottobre 1997[4]
- Global Hardcore Nation: The Cosmic Journey - Sportpaleis, Anversa, Belgio - 7 febbraio 1998
- Thunderdome (Global Hardcore Nation) @ Tomorrowland, Boom, Belgio - 21 luglio 2017

### Non organizzati da ID&T
- Thunderdome - Thunderdome-Arena - Düsseldorf - Germania - 5 marzo 1994
- Thunderdome - Die Hard Day - Melkweg (Amsterdam) - 5 dicembre 2015 (organizzato da Thunderdome e DJ Magazine esclusivamente per 1700 fan)

## CD
- Thunderdome - Fuck Mellow This Is Hardcore From Hell (1993)
- Thunderdome II - Judgement Day (1993)
- Thunderdome III - The Nightmare Is Back (1993)
- Thunderdome IV - The Devil's Last Wish (1993)
- Thunderdome V - The Fifth Nightmare (1994)
- Thunderdome VI - From Hell To Earth (1994)
- Thunderdome VII - Injected With Poison (1994)
- Thunderdome VIII - The Devil In Disguise (1995)
- Thunderdome IX - Revenge Of The Mummy (1995)
- Thunderdome X - Sucking For Blood (1995)
- Thunderdome XI - The Killing Playground (1995)
- Thunderdome XII - Caught In The Web Of Death (1996)
- Thunderdome XIII - The Joke's On You (1996)
- Thunderdome XIV - Death Becomes You (1996)
- Thunderdome XV - The Howling Nightmare (1996)
- Thunderdome XVI - The Galactic Cyberdeath (1997)
- Thunderdome XVII - Messenger Of Death (1997)
- Thunderdome XVIII - Psycho Silence (1997)
- Thunderdome XIX - Cursed By Evil Sickness (1997)
- Thunderdome XX (1998)
- Thunderdome XXI (1998)
- Thunderdome XXII (1998)
- Thunderdome - Hardcore Rules The World (1999)
- Thunderdome - Past, Present, Future (1999)
- Thunderdome 2001 - Harder Than Hard (2001)
- Thunderdome 2001 Part 2 (2001)
- Thunderdome 2002 (2002)
- Thunderdome 2003 Part 1 (2003)
- Thunderdome 2003 Part 2 (2003)
- Thunderdome 2nd Gen Part 1 (2004)
- Thunderdome 2005-1 (2005)
- Thunderdome 2006 (2006)
- Thunderdome 2007 (2007)
- Thunderdome XV - 15 Years Of Thunderdome (2008)
- Thunderdome Fight Night (2009)
- Thunderdome - Alles Naar De Klote (2009)
- Thunderdome - Pure and Powerful Hardcore (2010)
- Thunderdome - Toxic Hotel (2011)
- Thunderdome - The Final Exam - 20 Years Of Hardcore (2012)
- Thunderdome - The Golden Series (2014)
- Thunderdome - Die Hard (2015)
- Thunderdome - Die Hard II (2016)
- Thunderdome - 25 Years of Hardcore (2017)
- Thunderdome - Die Hard III (2018)
- Thunderdome 2019

## CD Speciali
- Thunderdome - The Megamix Of Thunderdome 1-5! (1994)
- Thunderdome - Hardcore Will Never Die (The Best Of) (1995)
- Thunderdome Australian Tour Vol 1 - Thunder Downunder (1995)
- Thunderdome - The X-mas Edition (1994)
- Thunderdome '96 - Dance Or Die! (Registrato live al C-Expo Center Leeuwarden 20.04.96) (1996)
- Thunderdome - The Best Of (1996)
- Thunderdome '97 (1997)
- Thunderdome - The Best Of '97 (1997)
- Thunderdome Live Presents Global Hardcore Nation (1997)
- Thunderdome Live - Recorded at Mystery Land The 4th of July 1998 (1998)
- Thunderdome - The Best Of '98 (1998)
- Thunderdome - The Essential '92-'99 Collection (1999)
- Thunderdome - A Decade Live (2002)
- Thunderdome Turntablized: Mixed by Unexist (2004)

## Vinili
- The Dreamteam - Thunderdome (Dreamteam Productions)
- Thunderdome 3 (Arcade)
- DJ Dano - Thunderdome 4 EP (Dreamteam Productions)
- F. Salee - Thunderdome IV EP (Dreamteam Productions)
- DJ Buzz Fuzz - Thunderdome 4 EP (Dreamteam Productions)
- The Prophet - Thunderdome 4 EP (Dreamteam Productions)
- The Dreamteam - Thunderdome Remix EP (Dreamteam Productions)
- Thunderdome 4 The Megamixes (Total Recall)
- Thunderdome 4 The Megamixes -Picture Disc- (Total Recall)
- Thunderdome 5 The Megamixes (Total Recall)
- Thunderdome 6 Sampler (ID&T Records)
- Thunderdome 6 Megamix (ID&T Records)
- Thunderdome 7 Sampler (ID&T Records)
- Thunderdome 7 Megamix (ID&T Records)
- Thunderdome Winter Experience (ID&T Records)
- Thunderdome 8 Sampler (ID&T Records)
- Thunderdome 9 Sampler (ID&T Records)
- Thunderdome 10 Sampler (ID&T Records)
- Thunderdome The Unreleased Projects (ID&T Records)
- Thunderdome '96 - The Thunder Anthems (ID&T Records)
- Thunderdome '98 - Hardcore Rules The World (ID&T Records)
- Korsakoff - The Powerrave Experience (Stardom - Thunderdome 2004 Anthem) (Pro Artist Management)
- Thunderdome 2006 (Thunderdome Records)
- Promo & MC Drokz - Thunderdome 2007 Anthem / 3 Steps Ahead - Remember Remixes (The Third Movement)
- DJ Mad Dog & MC Justice - Payback Time (The Official Thunderdome Anthem) (Traxtorm Records)
- Endymion & Nosferatu - Act Of God (Thunderdome 08 Anthem) (Thunderdome Records)
- Thunderdome Fight Night: The Thunderdome Fight Night Anthems 2009 (Thunderdome Records)

## Canzoni con riferimento al Thunderdome
Per via della grande popolarità del Thunderdome concept, alcuni artisti hanno dato tributo ad esso nelle loro canzoni. Ecco alcuni esempi:
- The Prophet, Gizmo, Dano & Buzz Fuzz - Thunderdome '93 ("We will take you on a trip into thunder. Thunderdome!")
- 3 Steps Ahead - This is the Thunderdome ("This is the Thunderdome")
- 3 Steps Ahead - Thunderdome till we Die ("Don't you believe we're in Thunderdome till we die")
- DJ Dano - Welcome To The Thunderdome ("Welcome To Another Edition Of Thunderdome")
- DJ E-rick & Tactic - Hardcore Rules the World ("Welcome to Thunderdome '98")
- DJ E-rick & Tactic - Meet her at Thunderdome (Samples ovviamente preso da Mad Max Beyond Thunderdome perché esso contiene la parola "Thunderdome")
- DJ Promo - Feel the Thunder ("We never stop give you what you want, we never stop give you what you need, Thunderdome, under makes me wonder, feel the bass, there will be no escape, check it, Thunderdome")
- Gabbaheads - I'm a Thunderdome Baby ("I'm a Thunderdome baby, so now you can hear me")
- Gabber Piet - Gabber Mack ("Shave your head down to the bone, raving at the Thunderdome")
- DJ Mad Dog And MC Justice - Payback Time ("For all the f*ckers and b*tches that left us behind! This is thunderdome!")
- Endymion and nosferatu - act of god ("welcome to another edition of thunderdome")
- Yellow Claw & The Opposites - Thunder (vari riferimenti tra cui una frase in Olandese "Dit is Thunderdome!")
- Guerrillas - Our Legacy ("This is our legacy - Thunderdome!")
- Dither - To The Death (Official Thunderdome 2019 Athem) ("We live, we die in the Thunderdome!")